# Remise (comptabilité)
Pour les articles homonymes, voir Remise et Réduction.
La remise (également appelée ristourne ou réduction) est une réduction tarifaire habituelle ou exceptionnelle, accordée généralement à la facturation, en fonction des quantités achetées, de la nature du client, ou dans le cadre d’une opération promotionnelle.

## Enjeux de la remise
Les intermédiaires commerciaux sont rémunérés par des remises que leur accorde l’intermédiaire situé en amont sur les prix exigés du consommateur final.
Afin de vendre plus facilement accorder une remise permet de rassurer le client sur l'opportunité d'un achat. La remise commerciale intervient à la fin du parcours de négociation et est utilisée pour faciliter la signature d'un contrat.

## Comptabilisation de la remise
- La remise constatée à la facturation (facture « de doit » initiale) n'apparaît pas en comptabilité. Les achats sont par exemple enregistrés pour le montant du net commercial (montant brut - remise).
- Une remise oubliée de facture est considérée comme un « RRR » une sorte d'avoir (au même titre que les ristournes et rabais). Elles sont enregistrées à l'envers avec pour compte de la remise oubliée : 609 dans le cas d'un achat et 709 dans le cas d'une vente.

Une remise n'est pas la même chose qu'un escompte : on comptabilise le second mais pas la première.